# アレクセイ・ヴィノグラドフ
アレクセイ・ニコラエヴィッチ・ヴィノグラドフ（ロシア語: Алексей Иванович Виноградов, ラテン文字転写: Aleksei Nikolaevich Vinogradov, 1899年2月12日 - 1940年1月11日）はソビエト連邦の軍人である。

## 軍歴
1919年から軍歴を始め、ロシア内戦に参加。その後赤軍のポーランド侵攻にも参加し、これらの功績を経て第44機械化狙撃師団の師団長に就任する。この師団はウクライナ人を中心としていた。
第一次芬ソ戦争（冬戦争）が始まるとポーランドからフィンランド戦線に引き抜かれ、ラーッテ林道の戦いを指揮した。
この戦いはスオムッサルミの戦いにおいて前線で孤立状態になった赤軍第163師団を救助する際に発生したもので、ヤルマル・シーラスヴオ大佐率いるフィンランド軍は、1940年1月6日早朝から隘路を進む第44機械化狙撃師団に対して、森林戦を仕掛け、包囲した。
寒さによる軍備の乱れや逃げ場のない状況で第44機械化狙撃師団は瞬く間に夥しい戦死者を出すが、敗戦責任を問われることを恐れたヴィノグラドフはなかなか撤退命令を出せず、完全に包囲された21時30分頃にやむなく退却命令を下した。結果として赤軍は参加兵力25000人中、17500人が戦死、行方不明、捕虜として失われた。
ヴィノグラドフ自身は4日かけてソ連へ帰還することに成功したが、本人が懸念していた通り、NKVDのラヴレンチー・ベリヤに敗戦責任（特に野戦炊事場喪失の被害について）を厳しく問われ、1940年1月11日、銃殺刑に処された。

## 参考
- 雪中の奇跡　梅本弘　大日本絵画